# Moussem d'Imilchil
Le moussem d'Imilchil (en berbère : Agdud n Imilcil) se tient chaque année au début de l'automne près d'Imilchil, dans la province de Midelt, au Maroc. Il s'agit d'un des plus importants moussem (Agdud en berbère) du Moyen Atlas, nommé également Agdud de Sidi Ahmed ou Lmerhenni d'après le nom du saint personnage auquel il est dédié, ou bien Agdud d'Aït Ameur selon le lieu-dit. 
Site web officiel de l'événement.

## Origine
Selon la tradition, dans les temps anciens, une jeune fille et un jeune homme de fractions différentes des Ait Hadiddou, les Ait Brahim et les Ait Yazza, furent empêchés de se marier car les alliances étaient proscrites entre ces deux clans. Désespérés ils se jetèrent dans deux lacs voisins, et proches d'Imilchil, qui furent en leur mémoire nommés lacs Tislit (la fiancée) et Isli (le fiancé). Par la suite et de ce fait, les jeunes gens des Ait Hadiddou auraient été laissé libres de choisir leurs fiancés.

## Lemoussem
Cette manifestation annuelle survenant après les récoltes et la transhumance comporte une foire campagnarde où les éleveurs transhumants vendent du bétail (ovins), où les villageois achètent les biens nécessaires pour l'hiver et vendent leurs produits agricoles ou artisanaux. Ce vaste marché est associé à une fête religieuse et à un pèlerinage au tombeau du saint patron de la tribu des Ait Hadiddou. Traditionnellement, les femmes berbères divorcées et les veuves s'y rendaient pour trouver un nouveau mari. Cette présence de femmes célibataires en tenue traditionnelle de fête, les chants et danses de la fête ont donné lieu dans les années 1960 au terme de « Moussem des Fiançailles », plus imagé pour le tourisme. Les femmes Ait Hadiddou portent à cette occasion la handira, cape en laine tissée à rayures blanches et noires ou bleu foncé rayé de rouge selon le clan auquel leur famille appartient, ainsi que leurs bijoux traditionnels et fibules en argent. Des musiciens accompagnent les chants et les danses telles que l'Ahidous.

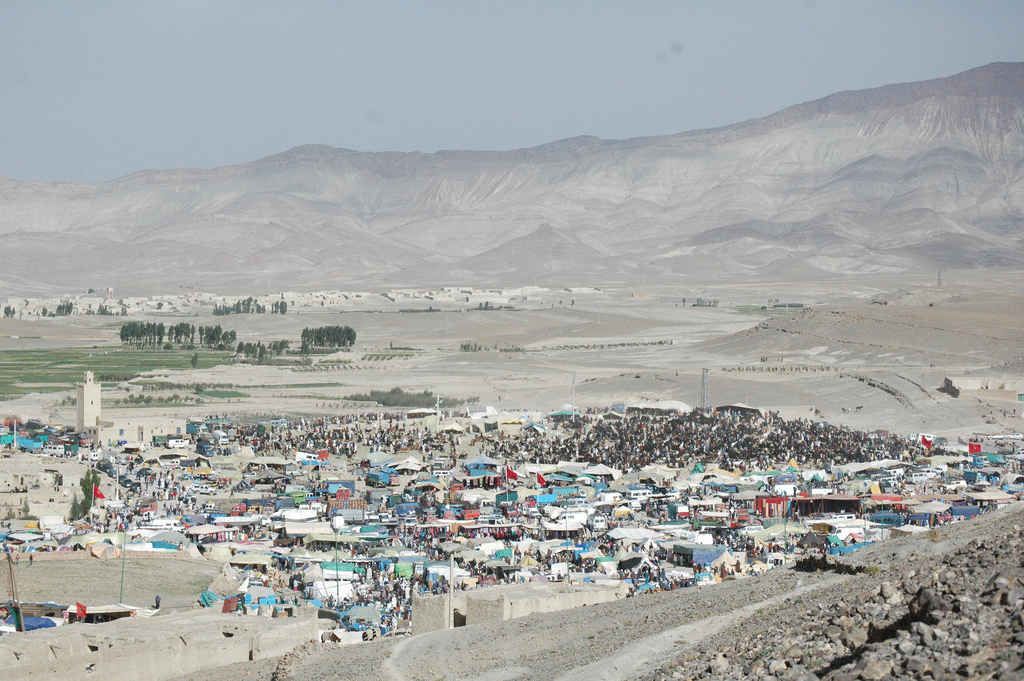
le moussem

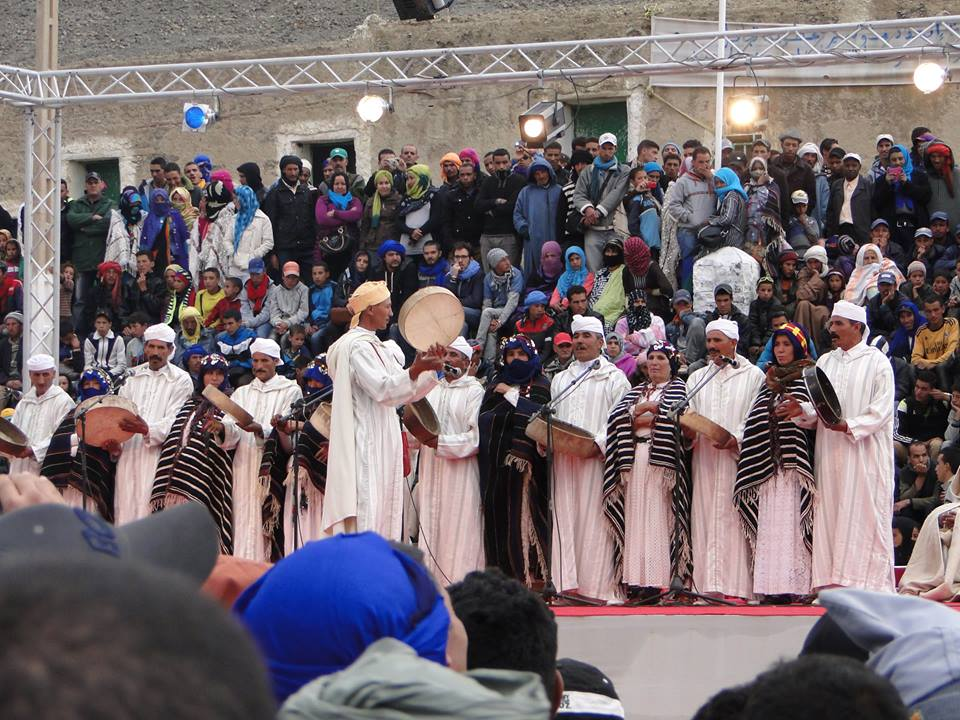
Ahidous

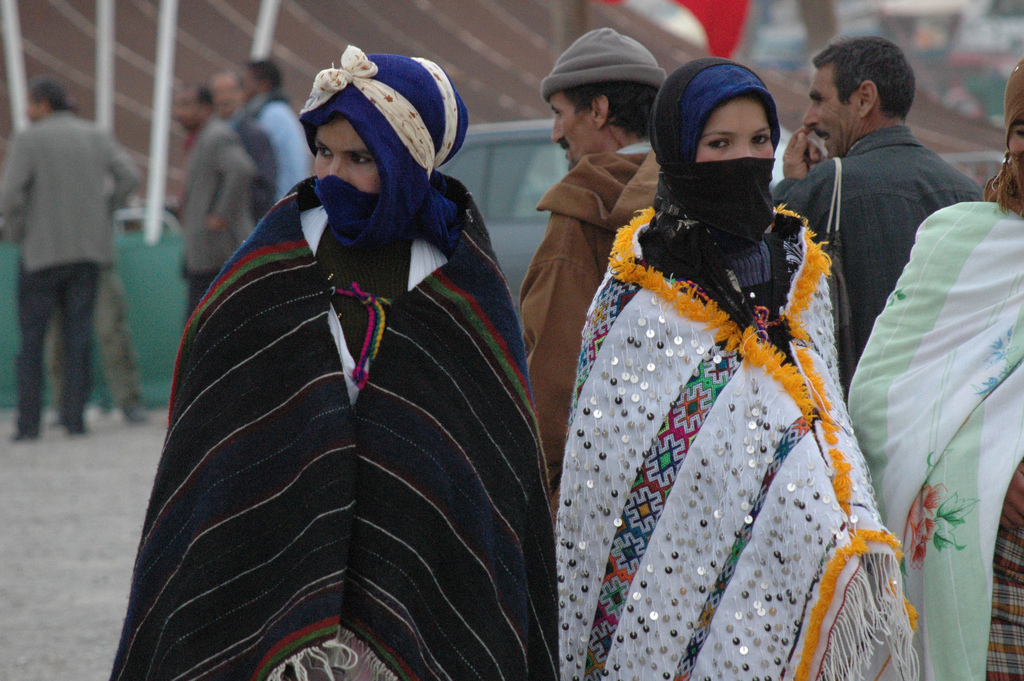
Femmes vêtues de Handira Ait Hadiddou.

## Impact économique
Ce moussem joue un rôle important dans l'économie rurale de ce plateau situé à plus de 2000 m d'altitude et isolé en hiver. C'est la grande foire d'automne qui permet d'écouler la production agricole et de faire des provisions avant la mauvaise saison pour tous les villages du plateau. Les festivités du moussem rapportent de grosses sommes pour la région grâce aux sponsors et aux touristes. Il amène chaque année un grand nombre de touristes marocains et étrangers pour assister au festival folklorique qui s'est développé à cette occasion. Une route carrossable puis goudronnée a été réalisée pour y accéder, qui permet maintenant la traversée du nord au sud de cette partie de l'Atlas. Popularisée par ce moussem la contrée a vu se développer la randonnée à pied et le VTT avec des gites ruraux dans les villages. 